# 류승룡
류승룡(1970년 11월 29일~)은 대한민국의 배우이다.

## 학력
- 희망대국민학교 졸업
- 창곡중학교 졸업
- 풍생고등학교 졸업
- 서울예술전문대학 연극과 전문학사

## 출연 작품

### 영화
- 2004년 영화 《고마운 사람》
- 2004년 영화 《소나기는 그쳤나요?》
- 2004년 영화 《아는 여자》 ... 강도 1 역
- 2005년 영화 《박수칠 때 떠나라》 ... 성준 역
- 2006년 영화 《착한 아이》
- 2006년 영화 《열혈남아》 ... 이민재 역
- 2006년 영화 《거룩한 계보》 ... 정순탄 역
- 2006년 영화 《다섯 개의 시선》 ... 김주중 역
- 2007년 영화 《내 사랑》 ... 정석 역
- 2007년 영화 《열한번째 엄마》 ... 재수 아버지 역
- 2007년 영화 《황진이》 ... 희열 역
- 2007년 영화 《천년학》 ... 용택 역
- 2009년 영화 《시크릿》 ... 재칼 역
- 2009년 영화 《굿모닝 프레지던트》 ... 북한 밀사 역(특별출연)
- 2009년 영화 《불신지옥》 ... 태환 역
- 2009년 영화 《7급 공무원》 ... 원석 역
- 2010년 영화 《오늘 그댈 사랑합니다》
- 2010년 영화 《지구대표 롤링스타즈》 ... 빅 목소리 역
- 2010년 영화 《된장》 ... 최유진 역
- 2010년 영화 《퀴즈왕》 ... 김상도 역
- 2010년 영화 《구르믈 버서난 달처럼》 ... 정 대감 역
- 2010년 영화 《베스트셀러》 ... 박명준 역
- 2011년 영화 《최종병기 활》 ... 청군 대장 쥬신타 역
- 2011년 영화 《고지전》 ... 인민군 중대장 현정윤 역
- 2011년 영화 《아이들...》 ... 황우혁 역
- 2011년 영화 《평양성》 ... 연 남건 역
- 2012년 영화 《사랑오감》 ... 덕호 역
- 2012년 영화 《가디언즈》 ... 놀스 목소리 역
- 2012년 영화 《광해, 왕이 된 남자》 ... 허균 역 (천만영화)
- 2012년 영화 《내 아내의 모든 것》 ... 장성기 역
- 2013년 영화 《캡틴하록》 ... 캡틴 하록 목소리 역
- 2013년 영화 《7번방의 선물》 ... 이용구 역 (천만영화)
- 2014년 영화 《명량》 ... 구루시마 미치후사 역 (본작의 메인 빌런이자 최종 보스) (천만영화) (일본어 더빙: 스고 타카유키)
- 2014년 영화 《표적》 ... 백여훈 역
- 2014년 영화 《리오2》 ... 악당 앵무새 나이젤 목소리 성우 역[1]
- 2015년 영화 《도리화가》 ... 신재효 역
- 2015년 영화 《손님》 ... 김우룡 역
- 2016년 영화 《서울역》 ... 석규 역
- 2016년 영화 《제 5열》 ... 현준회 역
- 2018년 영화 《7년의 밤》 ... 최현수 역
- 2018년 영화 《염력》 ... 신석헌 역
- 2019년 영화 《극한직업》 ... 고상기 반장 역 (천만영화) (일본어 더빙: 시로쿠마 히로시)
- 2020년 영화 《인생은 아름다워》 ... 강진봉 역
- 2021년 영화 《장르만 로맨스》 ... 현 역
- 2021년 영화 《자산어보》 ... 정약용 역
- 2023년 영화 《정가네 목장》 ... 만수 역
- 2024년 영화 《아마존 활명수》 ... 진봉 역
- 2025년 영화 《엘리오》 ... 우주 사용자 길잡이 역 (애니메이션)

### 드라마
| 연도 | 방송         | 제목                                     | 역할          | 비고          | 일본판 성우진     |
| ---- | ------------ | ---------------------------------------- | ------------- | ------------- | ----------------- |
| 2005 | SBS          | 다이아몬드의 눈물                        |               |               |                   |
| 2007 | MBC 드라마넷 | 별순검 시즌 1                            | 강승조        |               |                   |
| 2008 | SBS          | 바람의 화원                              | 김조년        |               |                   |
| 2009 | KBS2         | 아이리스                                 | 용병 수장     |               |                   |
| 2010 | MBC          | 개인의 취향                              | 최도빈        |               |                   |
| 2014 | SBS          | 별에서 온 그대                           | 허균          | 특별출연      |                   |
| 2019 | 넷플릭스     | 킹덤                                     | 조학주        |               | 와타누키 류노스케 |
| 2021 | tvN          | 지리산                                   | 1회 내레이션  | 특별출연      |                   |
| 2023 | JTBC         | 나쁜 엄마                                | 양복점 재단사 | 13회 특별출연 |                   |
| 2023 | 디즈니+      | 무빙                                     | 장주원        |               |                   |
| 2024 | 넷플릭스     | 닭강정                                   | 최선만        |               |                   |
| 2025 | 디즈니+      | 파인: 촌뜨기들                           | 오관석        | 11부작        |                   |
| 2025 | JTBC         | 서울 자가에 대기업 다니는 김 부장 이야기 | 김낙수        |               |                   |

### 방송
- KBS 《연예가중계》(2013) ... 게릴라데이트
- KBS 《세대공감 토요일》(2013) ... 랭킹 올드앤뉴
- MBC 《휴먼다큐 사람이 좋다》(2013) ... 우리 아빠 송종국
- KBS 《위기탈출 넘버원》(2013) ... 위험한 밥상
- MBC 《아프리카 캣츠》(2013) ... 내레이션
- MBC 《일밤 아빠 어디가》(2013) ... 자료화면
- KBS 《연예가중계》(2014) ... 게릴라데이트
- KBS 《영화가 좋다》(2013) ... 아찔한 인터뷰
- MBC 《MBC 뉴스데스크》(2014) ... MBC 상암 신사옥 이전특집
- KBS 《다큐멘터리 3일》(2015) ... 천만번의 두드림 난타 72시간(내레이션)
- EBS1 《한국기행》(2017) ... 취해볼까 가을제주
- KBS 《1박 2일》(2018) ... 조금 늦은 새해특집
- SBS 《런닝맨》(2019) ... RPG : 에피소드 3
- EBS1 《류승룡의 백두대간 문화유산 답사기》(2019)
- MBC 《휴머니멀》(2020)
- tVN 《바퀴달린 집》시즌 3(2021)
- VIVO TV 《어서오CEO》(2023) ... 게스트
- TEO 《살롱드립》(2023)  ... 게스트
- KBS 한국인의 밥상-뜨거운 위로,순대,마음을 채우다(2015)...내래이션
- tVN 《유 퀴즈 온 더 블럭》시즌 4(2024) ... 게스트
- KBS 한국인의 밥상-700회 특집 시간을 담다,마음을 담다-700번의 여정(2025)
- 유튜브 《핑계고》(2024)

### CF
- 2000년 한독약품 훼스탈플러스(난타 팀으로 출연)
- 2000년 기아자동차 봉고프런티어(난타 팀으로 출연)
- 2012년 SK텔레콤 생각대로T
- 2012년 나이키(나레이션)
- 2012년 어바웃
- 2012년 LG전자 로보킹
- 2012년 팔도 남자라면
- 2012년 굿다운로더(박중훈, 최강희와 공동출연)
- 2013년 교원그룹 구몬학습(김성령과 공동출연)
- 2013년 정식품 건강한 사람들의 건강한이야기 지면광고
- 2013년 슈에무라
- 2013년 워게이밍 유한회사 월드 오브 탱크
- 2013년 삼성생명 라이프 디자인 2.0
- 2013년 삼성생명 천만가족 행복설계 플러스(영화 7번방의 선물팀으로 공동출연)
- 2013년 LG전자 침구킹
- 2013년 한국먼디파마 메디폼(영화 7번방의 선물팀으로 공동출연)
- 2013년 펩시콜라
- 2013년 대상 청정원 카레여왕(나레이션)
- 2014년 우아한 형제들 배달의 민족
- 2014년 BBQ 빠리치킨&자메이카 롱다리구이
- 2014년 SSG.COM(이병헌, 한효주와 공동출연)
- 2014년 KT 올레 하카댄스/요가/전무무후멤버쉽/순액요금제(요리연구가 이혜정, 요가강사 박초롱과 공동출연)
- 2015년 KT 올레 순액폰/기가 캠페인/기가 와이파이(팝페라 테너 임형주와 공동출연)/기가 와이파이홈(소프라노 신문희와 공동출연)/올레멤버쉽 다운업프리/올레데이터선택요금
- 2015년 일동제약 메디터치(김유정과 공동출연)
- 2015년 동원F&B 우유리챔
- 2023년 파라이트 게임즈콜오브드래곤즈
- 2024년 농심 라이필
- 2024년 사세 쏘스치킨
- 2024년 동화약품 활명수

### 뮤직비디오
- 2004년 정재욱 - 가만히 눈을 감고
- 2005년 가비앤제이 - 눈사람
- 2005년 김장훈 - 행복한가요
- 2009년 브라운 아이드 걸스 - Sign

## 수상 및 후보
| 연도 | 시상식                                         | 부문                                         | 작품               | 결과 |
| ---- | ---------------------------------------------- | -------------------------------------------- | ------------------ | ---- |
| 2007 | 제6회 대한민국 영화대상                        | 신인남우상                                   | 황진이             | 후보 |
| 2008 | SBS 연기대상                                   | 드라마스페셜부문 남자 조연상                 | 바람의 화원        | 후보 |
| 2010 | 제7회 맥스무비 최고의 영화상                   | 최고의 남자조연배우상                        | 시크릿             | 후보 |
| 2010 | 제31회 청룡영화상                              | 남우조연상                                   | 시크릿             | 후보 |
| 2011 | 제20회 부일영화상                              | 남우조연상                                   | 최종병기 활        | 후보 |
| 2011 | 제32회 청룡영화상                              | 남우조연상                                   | 최종병기 활        | 수상 |
| 2011 | 제19회 대한민국 문화연예대상                   | 영화부문 남자 최우수연기상                   | 최종병기 활        | 수상 |
| 2012 | 서울종합예술학교                               | 공로상                                       | 빈칸               | 수상 |
| 2012 | 제21회 부일영화상                              | 남우조연상                                   | 내 아내의 모든 것  | 후보 |
| 2012 | 제49회 대종상                                  | 남우조연상                                   | 광해, 왕이 된 남자 | 수상 |
| 2012 | 제49회 대종상                                  | 남우조연상                                   | 내 아내의 모든 것  | 후보 |
| 2012 | 제3회 대한민국 대중문화예술상                  | 문화체육관광부 장관표창                      | 빈칸               | 수상 |
| 2012 | 제33회 청룡영화상                              | 남우조연상                                   | 내 아내의 모든 것  | 수상 |
| 2013 | 제4회 올해의 영화상                            | 남우조연상                                   | 내 아내의 모든 것  | 수상 |
| 2013 | 제7회 Mnet 20's Choice                         | 20's 무비스타상                              | 7번방의 선물       | 수상 |
| 2013 | 제49회 백상예술대상                            | 영화부문 남자 조연상                         | 내 아내의 모든 것  | 후보 |
| 2013 | 제49회 백상예술대상                            | 영화부문 남자 최우수연기상                   | 7번방의 선물       | 후보 |
| 2013 | 제49회 백상예술대상                            | 영화부문 대상                                | 7번방의 선물       | 수상 |
| 2013 | 한국광고주대회                                 | 광고주의 밤 시상식 광고주가 뽑은 좋은 모델상 | 빈칸               | 수상 |
| 2013 | 제22회 부일영화상                              | 남우조연상                                   | 광해, 왕이 된 남자 | 수상 |
| 2013 | 제50회 대종상                                  | 남우주연상(송강호와 함께 공동수상)           | 7번방의 선물       | 수상 |
| 2013 | 제34회 청룡영화상                              | 남우주연상                                   | 7번방의 선물       | 후보 |
| 2013 | 제33회 한국영화평론가협회상                    | 남우주연상                                   | 7번방의 선물       | 후보 |
| 2013 | 제21회 대한민국문화연예대상                    | 영화부문 대상                                | 7번방의 선물       | 수상 |
| 2013 | 한국영화배우협회 - 송년의 밤                   | 영화 톱스타상                                | 7번방의 선물       | 수상 |
| 2014 | 제9회 맥스무비 최고의 영화상                   | 최고의 남자배우상                            | 7번방의 선물       | 후보 |
| 2014 | 2014 대한민국광고대상                          | 최고모델상                                   | 빈칸               | 수상 |
| 2015 | 제10회 맥스무비 최고의 영화상                  | 최고의 남자조연배우상                        | 명량               | 후보 |
| 2019 | 제55회 백상예술대상                            | 영화부문 남자 최우수연기상                   | 극한직업           | 후보 |
| 2019 | 제24회 춘사영화제                              | 남우주연상                                   | 극한직업           | 후보 |
| 2019 | 제28회 부일영화상                              | 남자 인기스타상                              | 극한직업           | 후보 |
| 2019 | 제40회 청룡영화상                              | 남우주연상                                   | 극한직업           | 후보 |
| 2019 | 제8회 대한민국 베스트 스타상(한국영화배우협회) | 베스트 주연상                                | 극한직업           | 수상 |
| 2019 | 제19회 디렉터스 컷 시상식                      | 올해의 남자배우상                            | 극한직업           | 후보 |
| 2022 | 제21회 뉴욕아시아영화제                        | 베스트 프롬 더 이스트상                      | 장르만 로맨스      | 수상 |
| 2022 | 제42회 황금촬영상                              | 촬영감독이 선정한 인기남우상                 | 장르만 로맨스      | 수상 |
| 2022 | 제58회 대종상                                  | 남우주연상                                   | 인생은 아름다워    | 후보 |
| 2023 | 제5회 아시아콘텐츠어워즈 & 글로벌OTT어워즈     | 남자배우상                                   | 무빙               | 수상 |
| 2023 | 제59회 대종상                                  | 시리즈 남우상                                | 무빙               | 후보 |
| 2023 | 제9회 서울콘 에이판 스타 어워즈                | 중편드라마 부문 남자 최우수연기상            | 무빙               | 수상 |
| 2024 | 제60회 백상예술대상                            | TV부문 남자 최우수연기상                     | 무빙               | 후보 |
| 2024 | 제3회 청룡 시리즈 어워즈                       | 남우주연상                                   | 무빙               | 후보 |
| 2024 | 2024 비저너리 어워즈                           | 올해의 비저너리                              | 빈칸               | 수상 |